# Hombre mirando al sudeste
Hombre mirando al sudeste é um filme de drama argentino de 1986 dirigido e escrito por Eliseo Subiela e estrelado por Lorenzo Quinteros e Hugo Soto.
Os temas e a história do filme americano de 2001 K-PAX compartilham uma forte semelhança com Man Facing Southeast, e o primeiro foi mencionado ou reivindicado como um remake não creditado do último.

## Elenco
- Lorenzo Quinteros ... Dr. Julio Denis
- Hugo Soto ... Rantés
- Inés Vernengo ... Beatriz Dick
- Cristina Scaramuzza ... enfermeira
- Tomás Voth ... suicida
- David Edery ... diretor do hospital
- Rúbens Correa ... Dr. Prieto